# Liste der Naturdenkmale in Rheinstetten
| Naturdenkmale | Anzahl |
| ------------- | ------ |
| FND           | 4      |
| END           | 1      |
| Gesamt        | 5      |

Die Liste der Naturdenkmale in Rheinstetten nennt die verordneten Naturdenkmale (ND) der im baden-württembergischen Landkreis Karlsruhe liegenden Stadt Rheinstetten. In Rheinstetten gibt es insgesamt fünf als Naturdenkmal geschützte Objekte, davon vier flächenhafte Naturdenkmale (FND) und ein Einzelgebilde-Naturdenkmal (END).
Stand: 1. November 2016.

## Flächenhafte Naturdenkmale (FND)
| Name                     | Bild | Kennung     | Einzelheiten | Position | Fläche Hektar | Datum        |
| ------------------------ | ---- | ----------- | ------------ | -------- | ------------- | ------------ |
| Binzenlach               | BW   | 82151080005 | Rheinstetten | ⊙        | 1,0           | 12. Mai 2003 |
| Gierle-Schlut            | BW   | 82151080002 | Rheinstetten | ⊙        | 3,3           | 12. Mai 2003 |
| Hammwiese                | BW   | 82151080001 | Rheinstetten | ⊙        | 3,5           | 12. Mai 2003 |
| Holzlach                 | BW   | 82151080003 | Rheinstetten | ⊙        | 2,6           | 12. Mai 2003 |
| Legende für Naturdenkmal |      |             |              |          |               |              |

## Einzelgebilde (END)
| Name                     | Bild | Kennung     | Einzelheiten | Position | Fläche Hektar | Datum        |
| ------------------------ | ---- | ----------- | ------------ | -------- | ------------- | ------------ |
| Nußbaum Müller           | BW   | 82151080004 | Rheinstetten | ⊙        | 0,0           | 6. Juni 1991 |
| Legende für Naturdenkmal |      |             |              |          |               |              |